# Biłohoriwka (obwód doniecki)
Biłohoriwka (ukr. Білогорівка) – wieś na Ukrainie, w obwodzie donieckim, w rejonie bachmuckim. W 2001 liczyła 134 mieszkańców.